# Дженгіз Ундер
Дженгіз Ундер (тур. Cengiz Ünder, нар. 14 липня 1997, Синдирги, Туреччина) — турецький футболіст, правий вінгер «Фенербахче» та збірної Туреччини.

## Клубна кар'єра
Народився 14 липня 1997 року в Синдирги. Вихованець юнацьких команд футбольних клубів «Буджаспор» та «Алтинорду».
У дорослому футболі дебютував 2014 року виступами за команду клубу «Алтинорду», в якій провів два сезони, взявши участь у 51 матчі чемпіонату. Більшість часу, проведеного у складі «Алтинорду», був основним гравцем команди.
До складу клубу «Істанбул Башакшехір» приєднався 2016 року. Відіграв за стамбульську команду 32 матчі в національному чемпіонаті, після чого, 2017 року перейшов до складу італійської «Роми».
У лютому 2018 року дебютував за «Рому» у Лізі чемпіонів у матчі проти донецького «Шахтаря», де відзначився голом. Став наймолодшим турецьким футболістом, який забивав голи у цьому турнірі.
20 вересня 2020 року на умовах річної оренди з правом подальшого викупу перейшов до англійського «Лестер Сіті».

## Виступи за збірні
2014 року дебютував у складі юнацької збірної Туреччини, взяв участь у 18 іграх на юнацькому рівні, відзначившись 7 забитими голами.
З 2016 року залучався до складу молодіжної збірної Туреччини. На молодіжному рівні зіграв у 3 офіційних матчах.
Того ж 2016 року дебютував у офіційних матчах у складі національної збірної Туреччини. 
| Дата       | Місто       | Господарі          | Результат | Гості                | Турнір                               | Голи | Примітки |
| ---------- | ----------- | ------------------ | --------- | -------------------- | ------------------------------------ | ---- | -------- |
| 12-11-2016 | Анталія     | Туреччина          | 2 – 0     | Косово               | Відбір до ЧС 2018                    | -    | 77'      |
| 27-3-2017  | Ескішехір   | Туреччина          | 3 – 1     | Молдова              | товариський матч                     | 1    | 83'      |
| 5-6-2017   | Скоп'є      | Північна Македонія | 0 – 0     | Туреччина            | товариський матч                     | -    | 46'      |
| 11-6-2017  | Шкодер      | Косово             | 1 – 4     | Туреччина            | Відбір до ЧС 2018                    | 1    |          |
| 2-9-2017   | Харків      | Україна            | 2 – 0     | Туреччина            | Відбір до ЧС 2018                    | -    |          |
| 9-11-2017  | Клуж-Напока | Румунія            | 2 – 0     | Туреччина            | товариський матч                     | -    |          |
| 13-11-2017 | Анталія     | Туреччина          | 2 – 3     | Албанія              | товариський матч                     | 1    | 71'      |
| 27-3-2018  | Подгориця   | Чорногорія         | 2 – 2     | Туреччина            | товариський матч                     | 1    | 78'      |
| 28-5-2018  | Стамбул     | Туреччина          | 2 – 1     | Іран                 | товариський матч                     | -    | 46'      |
| 1-6-2018   | Женева      | Туніс              | 2 – 2     | Туреччина            | товариський матч                     | -    | 77'      |
| 5-6-2018   | Москва      | Росія              | 1 – 1     | Туреччина            | товариський матч                     | -    | 76'      |
| 6-9-2018   | Трабзон     | Туреччина          | 1 – 2     | Росія                | Ліга націй УЄФА 2018-2019 - 1-й етап | -    |          |
| 10-9-2018  | Стокгольм   | Швеція             | 2 – 3     | Туреччина            | Ліга націй УЄФА 2018-2019 - 1-й етап | -    | 76'      |
| 11-10-2018 | Ризе        | Туреччина          | 0 – 0     | Боснія і Герцеговина | товариський матч                     | -    | 80'      |
| 14-10-2018 | Сочі        | Росія              | 2 – 0     | Туреччина            | Ліга націй УЄФА 2018-2019 - 1-й етап | -    |          |
| 17-11-2018 | Ескішехір   | Туреччина          | 0 – 1     | Швеція               | Ліга націй УЄФА 2018-2019 - 1-й етап | -    |          |
| 20-11-2018 | Анталія     | Туреччина          | 0 – 0     | Україна              | товариський матч                     | -    |          |
| 30-5-2019  | Анталія     | Туреччина          | 2 – 1     | Греція               | товариський матч                     | 1    | 80'      |
| 8-6-2019   | Конья       | Туреччина          | 2 – 0     | Франція              | Відбір до ЧЄ 2020                    | 1    | 85'      |
| 14-11-2019 | Стамбул     | Туреччина          | 0 – 0     | Ісландія             | Відбір до ЧЄ 2020                    | -    | 81'      |
| 6-9-2020   | Белград     | Сербія             | 0 – 0     | Туреччина            | Ліга націй УЄФА 2020-2021 - 1-й етап | -    | 60'      |
| 7-10-2020  | Кельн       | Німеччина          | 3 – 3     | Туреччина            | товариський матч                     | -    | 46' 76'  |
| 11-10-2020 | Москва      | Росія              | 1 – 1     | Туреччина            | Ліга націй УЄФА 2020-2021 - 1-й етап | -    | 46' 49'  |
| 14-10-2020 | Стамбул     | Туреччина          | 2 – 2     | Сербія               | Ліга націй УЄФА 2020-2021 - 1-й етап | -    | 86'      |
| 11-11-2020 | Стамбул     | Туреччина          | 3 – 3     | Хорватія             | товариський матч                     | 1    | 77'      |
| 15-11-2020 | Стамбул     | Туреччина          | 3 – 2     | Росія                | Ліга націй УЄФА 2020-2021 - 1-й етап | 1    | 58' 64'  |
| 27-5-2021  | Аланія      | Туреччина          | 2 – 1     | Азербайджан          | товариський матч                     | -    | 46'      |
| 31-5-2021  | Анталія     | Туреччина          | 0 – 0     | Гвінея               | товариський матч                     | -    |          |
| 3-6-2021   | Падерборн   | Туреччина          | 2 – 0     | Молдова              | товариський матч                     | 1    | 46'      |
| 11-6-2021  | Рим         | Італія             | 3 – 0     | Туреччина            | ЧЄ 2020 - груповий етап              | -    | 46'      |
| 16-6-2021  | Баку        | Туреччина          | 0 – 2     | Уельс                | ЧЄ 2020 - груповий етап              | -    | 83'      |
| 20-6-2021  | Баку        | Швейцарія          | 3 – 1     | Туреччина            | ЧЄ 2020 - груповий етап              | -    | 80'      |
| Усього     |             | Матчів             | 32        |                      | Голів                                | 9    |          |

## Титули і досягнення
- Володар Кубка Англії (1):

«Лестер Сіті»: 2020-21